# Amábel
Az Amábel a latin Amabilis név angol változatából származik, jelentése: szeretetreméltó.

## Rokon nevek
Mábel, Mabella

## Gyakorisága
Az újszülötteknek adott nevek körében az 1990-es években szórványosan fordult elő. A 2000-es és a 2010-es években sem szerepelt a 100 leggyakrabban adott női név között.
A teljes népességre vonatkozóan az Amábel sem a 2000-es, sem a 2010-es években nem szerepelt a 100 leggyakrabban viselt női név között.

## Névnapok
június 11., július 11.

## Híres Amábelek
„Amábel” utónevű személyek szócikkeinek listája a Wikidata alapján